# العلاقات الجنوب سودانية الغانية
العلاقات الجنوب سودانية الغانية هي العلاقات الثنائية التي تجمع بين جنوب السودان وغانا.

## مقارنة بين البلدين
هذه مقارنة عامة ومرجعية للدولتين:
| وجه المقارنة                                              | جنوب السودان                  | غانا         |
| --------------------------------------------------------- | ----------------------------- | ------------ |
| المساحة (كم2)                                             | 619.75 ألف                    | 238.53 ألف   |
| عدد السكان (نسمة)                                         | 12.58 مليون                   | 26.91 مليون  |
| الكثافة السكانية (ن./كم²)                                 | 20.3                          | 112.82       |
| العاصمة                                                   | جوبا                          | أكرا         |
| اللغة الرسمية                                             | لغة إنجليزية                  | لغة إنجليزية |
| العملة                                                    | جنيه جنوب سوداني، جنيه سوداني | سيدي غاني    |
| الناتج المحلي الإجمالي (بليون دولار)                      | 2.90 مليار                    | 47.33 مليار  |
| الناتج المحلي الإجمالي (تعادل القوة الشرائية) بليون دولار | 22.88 مليار                   | 115.41 مليار |
| الناتج المحلي الإجمالي الاسمي للفرد دولار أمريكي          | 73                            | 1.37 ألف     |
| الناتج المحلي الإجمالي للفرد دولار أمريكي                 | 2.02 ألف                      | 4.08 ألف     |
| مؤشر التنمية البشرية                                      | 0.467                         | 0.579        |
| رمز المكالمات الدولي                                      | +211                          | +233         |
| رمز الإنترنت                                              | .ss                           | .gh          |
| المنطقة الزمنية                                           | ت ع م+03:00                   | 00           |

## منظمات دولية مشتركة
يشترك البلدان في عضوية مجموعة من المنظمات الدولية، منها:
| علم المنظمة | اسم المنظمة                               | تاريخ انضمام جنوب السودان | تاريخ انضمام غانا |
| ----------- | ----------------------------------------- | ------------------------- | ----------------- |
|             | مؤسسة التنمية الدولية                     | 18 أبريل 2012             | 29 ديسمبر 1960    |
|             | يونسكو                                    | 27 أكتوبر 2011            | 11 أبريل 1958     |
|             | وكالة ضمان الاستثمار متعدد الأطراف        | 18 أبريل 2012             | 29 أبريل 1988     |
|             | الأمم المتحدة                             | 14 يوليو 2011             | 8 مارس 1957       |
|             | الاتحاد البريدي العالمي                   | ?                         | ?                 |
|             | البنك الدولي للإنشاء والتعمير             | 18 أبريل 2012             | 20 سبتمبر 1957    |
|             | الاتحاد الدولي للاتصالات                  | 3 أكتوبر 2011             | 17 مايو 1957      |
|             | مؤسسة التمويل الدولية                     | 18 أبريل 2012             | 3 أبريل 1958      |
|             | المركز الدولي لتسوية المنازعات الاستشارية | 18 مايو 2012              | 14 أكتوبر 1966    |
|             | منظمة الشرطة الجنائية الدولية             | ?                         | ?                 |
|             | الاتحاد الأفريقي                          | ?                         | ?                 |
|             | البنك الإفريقي للتنمية                    | ?                         | ?                 |

## وصلات خارجية
- موقع وزارة الخارجية الجنوب سودانية
- موقع وزارة الخارجية الغانية